# Rodney McGruder
Rodney Christian McGruder (Landover, Maryland, 29 de julio de 1991) es un baloncestista estadounidense, que pertenece a la plantilla del Reyer Venezia de la Lega Basket Serie A. Con 1,93 metros de estatura, juega en la posición de escolta. 

## Trayectoria deportiva

### Universidad
Jugó cuatro temporadas con los Wildcats de la Universidad Estatal de Kansas, en las que promedió 11,7 puntos, 4,8 rebotes y 1,4 asistencias por partido. Fue incluido en el tercer mejor quinteto de la Big 12 Conference en 2011, en el segundo en 2012 y en el primero, en su último año universitario.

#### Estadísticas
| Año     | Equipo       | PJ  | PT  | MPP  | %TC  | %3P  | %TL  | RPP | APP | ROB | TPP | PPP  |
| ------- | ------------ | --- | --- | ---- | ---- | ---- | ---- | --- | --- | --- | --- | ---- |
| 2009–10 | Kansas State | 33  | 0   | 12.3 | .495 | .419 | .720 | 2.8 | .5  | .3  | .3  | 3.9  |
| 2010–11 | Kansas State | 34  | 33  | 30.6 | .439 | .408 | .710 | 5.9 | 1.5 | .7  | .2  | 11.1 |
| 2011–12 | Kansas State | 33  | 33  | 32.9 | .463 | .385 | .802 | 5.2 | 1.4 | 1.2 | .3  | 15.8 |
| 2012–13 | Kansas State | 35  | 34  | 33.5 | .442 | .336 | .752 | 5.4 | 2.0 | 1.3 | .3  | 15.6 |
| Total   | Total        | 135 | 100 | 27.4 | .452 | .381 | .759 | 4.8 | 1.4 | .9  | .3  | 11.7 |

### Profesional

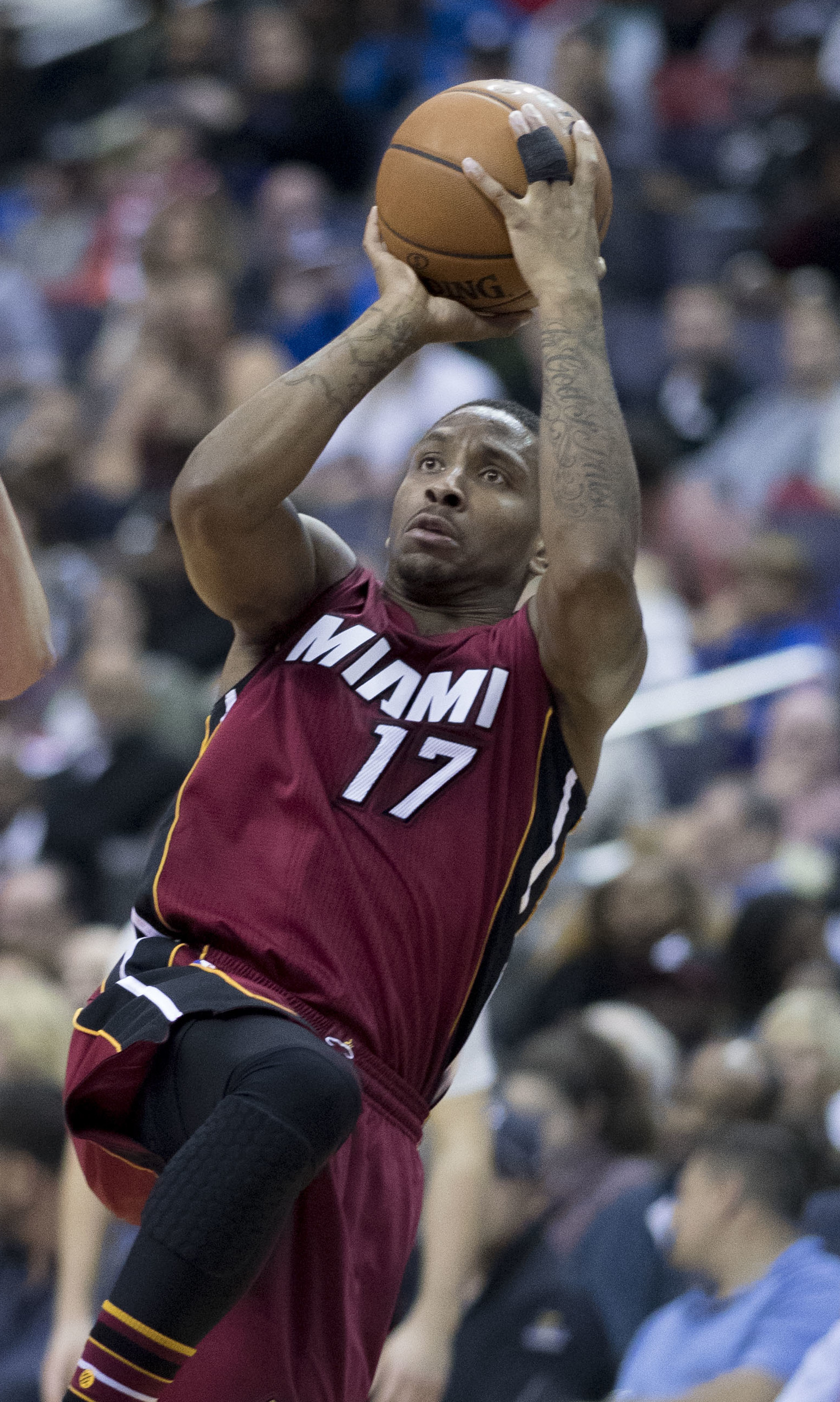
McGruder con Miami Heat en 2016.

Tras no ser elegido en el Draft de la NBA de 2013, disputó las ligas de verano con Orlando Magic y Charlotte Bobcats, firmando finalmente en el mes de septiembre con los Oklahoma City Thunder, pero fue despedido el 25 de octubre antes del comienzo de la temporada. Poco después fichó por el Atomerőmű SE húngaro, donde jugó una temporada en la que promedió 14,4 puntos, 5,3 rebotes y 2,3 asistencias por partido.
Al año siguiente regresó a su país, y tras probar en las ligas de verano de la NBA, fue adquirido por los Maine Red Claws de la NBA D-League, donde disputó 26 partidos en los que promedió 9,6 puntos y 4,0 rebotes, antes de ser despedido en marzo de 2015. Cuatro días más tarde fichó por los Sioux Falls Skyforce.
Apenas disputó 3 partidos de la temporada, pero la siguiente la jugaría entera, colaborando con 15,8 puntos  5,3 rebotes por partido en la consecución del campeonato, acabando como segundo mejor anotador del equipo, tras Jarnell Stokes.
En julio de 2016 firmó contrato parcialmente garantizado con los Miami Heat, apareciendo finalmente en el roster de 15 jugadores que iniciaron la temporada 2016-17 de la NBA.
En abril de 2019, tras tres temporadas en Miami, fue cortado por los Heat. Dos días después firmó con Los Angeles Clippers hasta el final de temporada, aunque no jugó ningún partido. El 2 de julio de 2019, renueva su contrato con los Clippers por tres temporadas a cambio de 15 millones de dólares.
Tras un año en Los Ángeles, el 18 de noviembre de 2020, es traspasado a Detroit Pistons en un intercambio entre tres equipos.
El 11 de agosto de 2021, acuerda una extensión de contrato con los Pistons por 1 año y mínimo de veterano.
El 9 de enero de 2022, es traspasado a Denver Nuggets a cambio de Bol Bol. Sin embargo, los Pistons anularon el traspaso debido a que Bol Bol no pasó el reconocimiento, y McGruder volvió a los Pistons. En agosto de 2022 renovó con los Pistons.
Tras tres años en Detroit, el 25 de septiembre de 2023, firma con Golden State Warriors, pero fue cortado a una semana del comienzo de la temporada.
El 10 de enero de 2024 se anuncia su fichaje por el Pallacanestro Olimpia Milano de la Lega Basket Serie A hasta final de la propia temporada 23-24. El 13 de marzo de 2024 se anuncia su salida del club italiano alegando motivos personales por los que debe volver a Estados Unidos.
El 4 de octubre de 2024 fichó por le Reyer Venezia de la Lega Basket Serie A italiana.

## Estadísticas de su carrera en la NBA

### Temporada regular
| Año     | Equipo        | PJ  | PT  | MPP  | %TC  | %3P  | %TL  | RPP | APP | ROB | TPP | PPP |
| ------- | ------------- | --- | --- | ---- | ---- | ---- | ---- | --- | --- | --- | --- | --- |
| 2016-17 | Miami         | 78  | 65  | 25.2 | .413 | .332 | .620 | 3.3 | 1.6 | .6  | .2  | 6.4 |
| 2017-18 | Miami         | 18  | 2   | 16.6 | .493 | .429 | .500 | 1.8 | .9  | .4  | .2  | 5.1 |
| 2018-19 | Miami         | 66  | 45  | 23.5 | .403 | .351 | .722 | 3.6 | 1.7 | .5  | .2  | 7.6 |
| 2019-20 | L.A. Clippers | 56  | 4   | 15.6 | .398 | .270 | .559 | 2.7 | .6  | .5  | .1  | 3.3 |
| 2020-21 | Detroit       | 16  | 2   | 12.1 | .529 | .458 | .750 | 1.4 | 1.0 | .5  | .1  | 5.7 |
| 2021-22 | Detroit       | 51  | 2   | 14.8 | .436 | .397 | .731 | 2.2 | .9  | .4  | .1  | 5.4 |
| 2022-23 | Detroit       | 33  | 12  | 15.9 | .408 | .423 | .818 | 2.2 | .8  | .5  | .0  | 5.5 |
| Total   | Total         | 318 | 132 | 19.4 | .420 | .360 | .672 | 2.8 | 1.2 | .5  | .2  | 5.7 |

### Playoffs
| Año   | Equipo        | PJ | PT | MPP | %TC  | %3P  | %TL | RPP | APP | ROB | TPP | PPP |
| ----- | ------------- | -- | -- | --- | ---- | ---- | --- | --- | --- | --- | --- | --- |
| 2018  | Miami         | 4  | 0  | 4.0 | .250 | .000 | –   | 1.0 | .0  | .0  | .0  | .5  |
| 2020  | L.A. Clippers | 5  | 0  | 3.2 | .600 | .667 | –   | .8  | .4  | .0  | .0  | 1.6 |
| Total | Total         | 9  | 0  | 3.6 | .444 | .400 | –   | .9  | .2  | .0  | .0  | 1.1 |